# Govce
Govce so naselje v Občini Laško.